# BMW M44
| M44                            | M44                          |
| ------------------------------ | ---------------------------- |
|                                |                              |
| Виробник:                      | BMW                          |
| Марка:                         | M44                          |
| Тип:                           | L4                           |
| Робочий об'єм:                 | 1.9 л (1,895 куб.см) см3     |
| Максимальна потужність:        | 138 к.с. к.с. (103 кВт кВт ) |
| Максимальний обертовий момент: | 180 Н⋅м (133 фунт⋅фут) Н·м   |
| Конфігурація:                  | L                            |
| Циліндрів:                     | 4                            |
| Клапанів:                      | 16                           |
| Хід поршня:                    | 83.5 мм (3.29 дюйма) мм      |
| Діаметр циліндра:              | 85 мм (3.35 дюйма) мм        |
| Охолодження:                   | рідинне охолодження          |
| Газорозподільний механізм:     | DOHC                         |
| Матеріал блоку циліндрів:      | Чавун                        |
| Матеріал ГБЦ:                  | Алюміній                     |
| Тактність (число тактів):      | 4                            |
| Рекомендоване паливо:          | Бензин                       |

BMW M44 — чотирициліндровий бензиновий двигун DOHC, який замінив BMW M42 і вироблявся з 1996 по 2000 рік на заводі Steyr. Випускався разом із чотирициліндровим двигуном BMW M43 SOHC, причому M44 був двигуном вищої продуктивності. У 2000 році на зміну M44 прийшов двигун BMW N42.

## Дизайн
Порівняно з M42, M44 має роликові коромисла, MAF з гарячим дротом, робочий об'єм збільшено з 1,8 до 1,9 л (від 110 до 116 куб. дюймів) та інші деталі, такі як колінчастий вал із сірого чавуну, який замінює кований сталевий елемент попереднього M42. Згідно з остаточними версіями M42, M44 має впускний колектор подвійної довжини («DISA»). Пікова потужність така ж, як у M42, однак потужність середнього діапазону значно збільшена, а максимальний крутний момент збільшений на 5 Н·м (4 фунтів·фут) на 200 об/хв нижче. Крім того, на 70% зменшилося тертя клапанного механізму, що сприяло тому, що двигун працював тихіше та економніше, ніж його попередник.
M44 має чавунний блок і алюмінієву головку циліндра, як і його попередник.

## Версії
| Версія | Переміщення             | потужність                                | Крутний момент                        | років          |
| ------ | ----------------------- | ----------------------------------------- | ------------------------------------- | -------------- |
| M44B19 | 1 895 см3 (115,6 дюйм3) | 103 кВт (138 гальм. к. с.) при 6000 об/хв | 180 Н⋅м (133 фунт⋅фут) при 4300 об/хв | 1996-2000 роки |

### M44B19
M44B19 має робочий об'єм 1895 куб.см (115,6 куб. дюймів), що досягається завдяки отвору циліндра 85,0 мм (3,35 дюйма) і хід 83,5 мм (3,29 дюйма). Використовується ступінь стиснення 10,0:1 разом із системою керування двигуном Bosch Motronic 5.2.
Колінчастий вал має збільшений хід порівняно з 81 мм (3,19 дюйма) у M42 і відливається замість кованого. Також були переглянуті приводи клапанів, які мають роликовий шарнірний тип.
Застосування:
- 1996-2000 E36 318i (тільки для Північної Америки), 318is і 318ti
- 1996-1999 Z3 1.9

З часом цей двигун був замінений двигуном BMW N42.

## Дивись також
- БМВ
- Список двигунів BMW